# Kamieńskie (gromada)
Kamieńskie – dawna gromada, czyli najmniejsza jednostka podziału terytorialnego Polskiej Rzeczypospolitej Ludowej w latach 1954–1972.
Gromady, z gromadzkimi radami narodowymi (GRN) jako organami władzy najniższego stopnia na wsi, funkcjonowały od reformy reorganizującej administrację wiejską przeprowadzonej jesienią 1954 do momentu ich zniesienia z dniem 1 stycznia 1973, tym samym wypierając organizację gminną w latach 1954–1972.
Gromadę Kamieńskie z siedzibą GRN w Kamieńskich (w obecnym brzmieniu Długie Kamieńskie) utworzono – jako jedną z 8759 gromad na terenie Polski – w powiecie sokołowskim w woj. warszawskim, na mocy uchwały nr VI/10/21/54 WRN w Warszawie z dnia 5 października 1954. W skład jednostki weszły obszary dotychczasowych gromad Adolfów, Grodzickie, Kamieńskie, Natolin i Przewóz Nurski() ze zniesionej gminy Olszew w tymże powiecie. Dla gromady ustalono 12 członków gromadzkiej rady narodowej.
31 grudnia 1959 z gromady Kamieńskie wyłączono wsie Grodzickie i Grzymki, włączając je do gromady Rytele-Olechny w tymże powiecie, po czym gromadę Kamieńskie zniesiono a jej (pozostały) obszar włączono do gromady Ceranów tamże.